# Julius River
Julius River är ett vattendrag i Australien. Det ligger i delstaten Tasmanien, i den sydöstra delen av landet, omkring 270 kilometer nordväst om delstatshuvudstaden Hobart.
I omgivningarna runt Julius River växer i huvudsak städsegrön lövskog. Trakten runt Julius River är nära nog obefolkad, med mindre än två invånare per kvadratkilometer. Genomsnittlig årsnederbörd är 2 560 millimeter. Den regnigaste månaden är augusti, med i genomsnitt 363 mm nederbörd, och den torraste är januari, med 105 mm nederbörd.